# Cupid (cràter)
Cupid és un cràter de l'asteroide del tipus Amor (433) Eros, situat amb el sistema de coordenades planetocèntriques a 8.1 ° de latitud nord i 230.2 ° de longitud est. Fa un diàmetre de 1.8 km. El nom va ser fet oficial per la UAI l'any 2003 i fa referència a Cupido, déu de l'amor de la mitologia romana, equivalent a Eros de la mitologia grega.